# Kelly Pavlik
Kelly Pavlik (ur. 4 kwietnia 1982 w Youngstown) – amerykański bokser, były zawodowy mistrz świata organizacji WBC i WBO w kategorii średniej (do 160 funtów).

## Kariera sportowa
Zawodową karierę rozpoczął w czerwcu 2000. Przez pierwsze cztery lata wygrał 27 pojedynków (w tym 24 przed czasem). W 2006 stoczył dwa pojedynki – oba zakończyły się jego zwycięstwem przed czasem. Najpierw 27 lipca pokonał przez techniczny nokaut w szóstej rundzie byłego mistrza świata WBO w kategorii junior średniej, Bronco McKarta (choć w rundzie czwartej był liczony), a 2 listopada, technicznym nokautem czwartej rundzie zakończył pojedynek z Lenordem Pierre’em.
27 stycznia 2007, w pojedynku eliminacyjnym WBC, znokautował w ósmej rundzie Meksykanina, José Luisa Zertuche. W kolejnym pojedynku eliminacyjnym WBC, 19 maja 2007, Pavlik pokonał przez techniczny nokaut w siódmej rundzie Edisona Mirandę.
29 września 2007 zdobył tytuły mistrza świata WBC i WBO, pokonując przez techniczny nokaut w siódmej rundzie Jermaina Taylora, mimo że w drugiej rundzie leżał na deskach, a w momencie zatrzymania walki przegrywał na punkty u wszystkich trzech sędziów. 16 lutego 2008 doszło do walki rewanżowej między oboma pięściarzami. Stawką pojedynku nie były pasy mistrzowskie WBC i WBO, ponieważ strony ustaliły limit wagowy przewyższający kategorię średnią i wynoszący 166 funtów. Walkę wygrał ponownie Pavlik, tym razem na punkty po jednogłośnej decyzji sędziów.
Niecałe cztery miesiące później pokonał przez techniczny nokaut w trzeciej rundzie Gary’ego Locketta. 18 października 2008 doszło do pojedynku z Bernardem Hopkinsem. Stawką pojedynku nie były posiadane przez Pavlika tytuły mistrza świata, a przed walką ustalono wcześniej limit wagowy – 170 funtów. Pavlik wyraźnie przegrał pojedynek na punkty po jednogłośnej decyzji sędziów.
21 lutego 2009 w kolejnym pojedynku mistrzowskim pokonał Marco Antonio Rubio, który nie wyszedł do walki po przerwie między dziewiątą i dziesiątą rundą. Dziesięć miesięcy później pokonał przez techniczny nokaut w piątej rundzie Miguela Angela Espino. Espino dwukrotnie był liczony w czwartej rundzie, a po kolejnym nokdaunie w rundzie piątej zrezygnował z dalszej walki.
17 kwietnia 2010 stracił tytuły mistrza świata WBC i WBO, przegrywając jednogłośnie na punkty z Sergio Gabrielem Martínezem.